# 阿内正弘
阿内 正弘（あうち まさひろ、1958年 - 2001年9月24日）は、日本の哲学研究者。元淑徳大学教授。

## 来歴
東京都大田区出身。世田谷区立用賀小学校、用賀中学校卒業。小学生の頃から天才肌で、株式に興味を持ち、後に母が自費出版した「正弘の日記」に、その細かな毎日の株式情報をすでに詳細に明記している。1977年慶應義塾高校、1981年慶應義塾大学経済学部卒業、1989年筑波大学大学院人文学類哲学専攻博士課程修了、文学博士号取得。淑徳大学助教授、教授。

## 人物
大のタイガースファン。お酒が大好きで、幾度か急性アルコール中毒で救急車のお世話になったことがある。鉄道を趣味とし全国の鉄道を制覇。二度目の制覇のため上越線に乗車中、持病が悪化したため急逝した。
用賀小学校、用賀中学校時代の1年先輩に現日本サッカー協会会長（FIFA理事）の田嶋幸三がいる。
また、乙武洋匡も用賀小学校、用賀中学校の後輩にあたる。

## 著書
- 『マックス・シェーラーの時代と思想』春秋社 1995
- 『理性の光と闇 理性の伝統から共感の伝統へ』北樹出版 1997
- 『正弘の日記』阿内千鶴子編 北樹出版 2005

### 翻訳
- アルフォンス・デーケン『人間性の価値を求めて マックス・シェーラーの倫理思想』春秋社 1995
- ジーン・シノダ・ボーレン『タオこころの道しるべ』湯浅泰雄監訳 渡辺学,白濱好明共訳 春秋社 2001

## 参考
- ＜わたしの提言＞学のための学を！ 伊藤益 筑波フォーラム 2005-03
- 『理性の光と闇』著者紹介